# Chương Hóa

Huyện Chương Hóa (phồn thể: 彰化縣, Hán ngữ bính âm: Zhānghuà Xiàn, thông dụng bính âm: Jhanghuà Siàn) là một huyện ở phía Tây đảo Đài Loan, Trung Hoa Dân Quốc.
Huyện có diện tích tự nhiên là 1074.396 km² (đứng thứ 15 trong các huyện của Đài Loan) và có tổng nhân khẩu là 1.312.611 người (thời điểm tháng 10/2008, đứng thứ 6 trong các huyện).

## Hành chính

### Thành phố
- Chương Hóa (彰化市 Zhānghuà Shì)
- Viên Lâm (員林市 Yuánlín Shì)

### Trấn
1. Bắc Đấu (北斗鎮 Běidǒu Zhèn)
2. Nhị Lâm (二林鎮 Èrlín Zhèn)
3. Hòa Mỹ (和美鎮 Héměi Zhèn)
4. Lộc Cảng (鹿港鎮 Lùgǎng Zhèn)
5. Điền Trung (田中鎮 Tiánzhōng Zhèn)
6. Khê Hồ (溪湖鎮 Xīhú Zhèn)

### Hương
1. Đại Thành (大城鄉)
2. Đại Thôn (大村鄉)
3. Nhị Thủy (二水鄉)
4. Phân Viên (芬園鄉)
5. Phương Uyển (芳苑鄉)
6. Phúc Hưng (福興鄉)
7. Hoa Đàn (花壇鄉)
8. Bì Đầu (埤頭鄉)
9. Phố Tâm (埔心鄉)
10. Phố Diêm (埔鹽鄉)
11. Thân Cảng (伸港鄉)
12. Xã Đầu (社頭鄉)
13. Điền Vĩ (田尾鄉)
14. Tuyến Tây (線西鄉)
15. Tú Thủy (秀水鄉)
16. Khê Châu (溪州鄉)
17. Vĩnh Tĩnh (永靖鄉)
18. Trúc Đường (竹塘鄉)

Trong trường có 5 cơ sở giáo dục bậc đại học:
- Đại học Sư phạm Công lập Chương Hóa
- Đại học Đại Diệp
- Đại học Minh Đạo
- Đại học Kỹ thuật Kiến Quốc
- Học viện Kỹ thuật Trung Châu

## Liên kết
- Website chính thức của Chính quyền Huyện Chương Hóa (tiếng Anh)
- Dữ liệu địa lý liên quan đến Chương Hóa tại OpenStreetMap